# تقسیمات کشوری کره شمالی
بر اساس آخرین تقسیمات کشوری، کره شمالی از ۹ استان، ۴ شهرداری و ۲ شهر بزرگ تشکیل گردیده که هر کدام زیر نظر یک شورای منتخب مردم اداره می‌شود.
استان‌های کشور کره شمالی از این قرارند:

(نام کره‌ای آنها نخست به خط هانجا (خط چینی کره‌ای) و سپس به خط هانگول (خط بومی کره‌ای) در درون پرانتز آمده‌است).
| پیونگ‌یانگ راسون نامپو استان پیونگان جنوبی استان هوانگهه شمالی استان هوانگهه جنوبی استان کانگوون استان هامگیونگ جنوبی استان هامگیونگ شمالی استان ریانگ‌گانگ استان جاگانگ استان پیونگان شمالیجمهوری خلق چین کره جنوبیدریای زرد Korea Bay دریای ژاپن | استان                         | کره‌ای                  | مرکز      | مساحت کیلومتر مربع | جمعیت (۲۰۰۸) | تراکم جمعیت |
| پیونگ‌یانگ راسون نامپو استان پیونگان جنوبی استان هوانگهه شمالی استان هوانگهه جنوبی استان کانگوون استان هامگیونگ جنوبی استان هامگیونگ شمالی استان ریانگ‌گانگ استان جاگانگ استان پیونگان شمالیجمهوری خلق چین کره جنوبیدریای زرد Korea Bay دریای ژاپن | پیونگان جنوبی                 | 평안남도; 平安南道     | پیونگسونگ | ۱۲٬۳۳۰             | ۴٬۰۵۱٬۶۹۶    |             |
| پیونگ‌یانگ راسون نامپو استان پیونگان جنوبی استان هوانگهه شمالی استان هوانگهه جنوبی استان کانگوون استان هامگیونگ جنوبی استان هامگیونگ شمالی استان ریانگ‌گانگ استان جاگانگ استان پیونگان شمالیجمهوری خلق چین کره جنوبیدریای زرد Korea Bay دریای ژاپن | پیونگان شمالی                 | 평안북도; 平安北道     | شینویجو   | ۱۲٬۱۹۱             | ۲٬۷۲۸٬۶۶۲    |             |
| پیونگ‌یانگ راسون نامپو استان پیونگان جنوبی استان هوانگهه شمالی استان هوانگهه جنوبی استان کانگوون استان هامگیونگ جنوبی استان هامگیونگ شمالی استان ریانگ‌گانگ استان جاگانگ استان پیونگان شمالیجمهوری خلق چین کره جنوبیدریای زرد Korea Bay دریای ژاپن | جاگانگ                        | 자강도; 慈江道         | گانگیه    | ۱۶٬۶۱۳             | ۱٬۲۹۹٬۸۳۰    |             |
| پیونگ‌یانگ راسون نامپو استان پیونگان جنوبی استان هوانگهه شمالی استان هوانگهه جنوبی استان کانگوون استان هامگیونگ جنوبی استان هامگیونگ شمالی استان ریانگ‌گانگ استان جاگانگ استان پیونگان شمالیجمهوری خلق چین کره جنوبیدریای زرد Korea Bay دریای ژاپن | گانگوون                       | 강원도; 江原道         | ونسان     | ۱۱٬۲۵۵             | ۱٬۴۷۷٬۵۸۲    |             |
| پیونگ‌یانگ راسون نامپو استان پیونگان جنوبی استان هوانگهه شمالی استان هوانگهه جنوبی استان کانگوون استان هامگیونگ جنوبی استان هامگیونگ شمالی استان ریانگ‌گانگ استان جاگانگ استان پیونگان شمالیجمهوری خلق چین کره جنوبیدریای زرد Korea Bay دریای ژاپن | هامگیونگ جنوبی                | 함경남도; 咸鏡南道     | هامهونگ   | ۱۸٬۹۷۰             | ۳٬۰۶۶٬۰۱۳    |             |
| پیونگ‌یانگ راسون نامپو استان پیونگان جنوبی استان هوانگهه شمالی استان هوانگهه جنوبی استان کانگوون استان هامگیونگ جنوبی استان هامگیونگ شمالی استان ریانگ‌گانگ استان جاگانگ استان پیونگان شمالیجمهوری خلق چین کره جنوبیدریای زرد Korea Bay دریای ژاپن | هامگیونگ شمالی                | 함경북도; 咸鏡北道     | چونگجین   | ۲۰٬۳۴۵             | ۲٬۳۲۷٬۳۶۲    |             |
| پیونگ‌یانگ راسون نامپو استان پیونگان جنوبی استان هوانگهه شمالی استان هوانگهه جنوبی استان کانگوون استان هامگیونگ جنوبی استان هامگیونگ شمالی استان ریانگ‌گانگ استان جاگانگ استان پیونگان شمالیجمهوری خلق چین کره جنوبیدریای زرد Korea Bay دریای ژاپن | هوانگهه جنوبی                 | 황해남도; 黃海南道     | هائجو     | ۸٬۴۵۰              | ۲٬۳۱۰٬۴۸۵    |             |
| پیونگ‌یانگ راسون نامپو استان پیونگان جنوبی استان هوانگهه شمالی استان هوانگهه جنوبی استان کانگوون استان هامگیونگ جنوبی استان هامگیونگ شمالی استان ریانگ‌گانگ استان جاگانگ استان پیونگان شمالیجمهوری خلق چین کره جنوبیدریای زرد Korea Bay دریای ژاپن | هوانگهه شمالی                 | 황해북도; 黃海北道     | ساریوون   | ۸٬۱۵۴              | ۲٬۱۱۳٬۶۷۲    |             |
| پیونگ‌یانگ راسون نامپو استان پیونگان جنوبی استان هوانگهه شمالی استان هوانگهه جنوبی استان کانگوون استان هامگیونگ جنوبی استان هامگیونگ شمالی استان ریانگ‌گانگ استان جاگانگ استان پیونگان شمالیجمهوری خلق چین کره جنوبیدریای زرد Korea Bay دریای ژاپن | ریانگانگ                      | 량강도; 兩江道         | هیسان     | ۱۴٬۳۱۷             | ۷۱۹٬۲۶۹      |             |
| پیونگ‌یانگ راسون نامپو استان پیونگان جنوبی استان هوانگهه شمالی استان هوانگهه جنوبی استان کانگوون استان هامگیونگ جنوبی استان هامگیونگ شمالی استان ریانگ‌گانگ استان جاگانگ استان پیونگان شمالیجمهوری خلق چین کره جنوبیدریای زرد Korea Bay دریای ژاپن | شهر تابع مستیم دولت پیونگ‌یانگ | 평양직할시; 平壤直轄市 |           |                    |              |             |
| پیونگ‌یانگ راسون نامپو استان پیونگان جنوبی استان هوانگهه شمالی استان هوانگهه جنوبی استان کانگوون استان هامگیونگ جنوبی استان هامگیونگ شمالی استان ریانگ‌گانگ استان جاگانگ استان پیونگان شمالیجمهوری خلق چین کره جنوبیدریای زرد Korea Bay دریای ژاپن | شهر ویژه نامپو                | 남포특별시; 南浦特別市 |           |                    |              |             |
| پیونگ‌یانگ راسون نامپو استان پیونگان جنوبی استان هوانگهه شمالی استان هوانگهه جنوبی استان کانگوون استان هامگیونگ جنوبی استان هامگیونگ شمالی استان ریانگ‌گانگ استان جاگانگ استان پیونگان شمالیجمهوری خلق چین کره جنوبیدریای زرد Korea Bay دریای ژاپن | شهر ویژه راسون                | 라선특별시; 羅先特別市 |           |                    |              |             |
| پیونگ‌یانگ راسون نامپو استان پیونگان جنوبی استان هوانگهه شمالی استان هوانگهه جنوبی استان کانگوون استان هامگیونگ جنوبی استان هامگیونگ شمالی استان ریانگ‌گانگ استان جاگانگ استان پیونگان شمالیجمهوری خلق چین کره جنوبیدریای زرد Korea Bay دریای ژاپن | شهر ویژه که‌سونگ               | 개성특별시; 開城特別市 |           | ۱٬۳۱۲              | ۳۰۸٬۴۴۰      |             |

## تقسیمات اداری سطح دوم کره شمالی
| کره جنوبی (جمهوری کره) |
| سطح اول |
| --- |
| استان (도 / do / to) استان خودمختار (특별자치도 / teukbyeoljachido / tŭkpyŏljach'ido) شهر ویژه (특별시 / teukbyeolsi / t'ŭkpyŏlsi) کلان‌شهر (광역시 / gwangyeoksi / kwangyŏksi) شهر خودمختار ویژه (특별자치시 / teukbyeoljachisi / t'ŭkpyŏljach'isi) |
| سطح دوم |
| شهرستان (군 / gun / kun) منطقه (구 / gu / ku) بزرگ‌شهر (대도시 / daedosi / taedosi) شهر اداری (행정시 / Haengjeongsi / Haengjŏngsi) شهر (시 / si / si)                                                                                               |
| سطح سوم |
| قصبه (면 / myeon / myŏn) شهرک (읍 / eup / ŭp) ناحیه (동 / dong / tong) |
| سطح روستا |
| روستا (리 / ri / ri) |
| ن ب و |

| کره شمالی (جمهوری دموکراتیک خلق کره)                                                                                  |
| سطح اول |
| --- |
| استان (도 / do / to) شهر تابع مستیم دولت (직할시 / Jikalsi / Chik'alshi) شهر ویژه (특별시 / teukbyeolsi / t'ŭkpyŏlsi) |
| سطح دوم |
| شهرستان (군 / gun / kun) منطقه (구역 / guyeok / kuyŏk) شهر (시 / si / si)                                             |
| سطح سوم |
| شهرک (읍 / eup / ŭp) ناحیه (동 / dong / tong) منطقه کارگری (로동자구 / rodongjagu / rodongjagu) روستا (리 / ri / ri)  |
| ن ب و |

نقشه تقسیمات اداری سطح دوم کره شمالی

در کره شمالی، سه نوع تقسیمات اداری سطح دوم («هم‌سطح شهرستان») وجود دارد.
اولین آن‌ها، شهرستان یا گوُن (به کره‌ای: 군) می‌باشد که در مناطق حومه‌ای و روستایی تابع استان یا شهرهای هم‌سطح استان یافت می‌شوند.
دومین آن‌ها، شهرهای در سطح شهرستان یا سی (به کره‌ای: 시) می‌باشد، که مناطق شهری تابع هر استان را پوشش می‌دهند.
سومین آن‌ها، منطقه یا گوُیوٰک (به کره‌ای: 구역) می‌باشد، که مناطق شهریِ شهرهای هم‌سطح استان را شامل می‌شود. به طور مثال، شهر پیونگ‌یانگ به ۱۸ منطقه و ۲ شهرستان تقسیم شده است. معال این نوع از تقسیمات اداری در کره جنوبی، با نام گوُ (به کره‌ای: 구) شناخته می‌شود.

## تقسیمات اداری سطح سوم کره شمالی
در کره شمالی، جهار نوع تقسیمات اداری سطح سوم وجود دارد.
نوع اول، روستا یا ری (به کره‌ای: 리) می‌باشد.
نوع دوم، منطقهٔ کارگری یا رودونگجا-گوُ (به کره‌ای: 로동자구) می باشد، که معمولا شامل روستاهایی می‌شود که بیش از دو سوم از اهالی آن در کارهای صنعتی یا استخراجی مشغول به کار می‌باشند.
نوع سوم، شهرک یا اِیُپ (به کره‌ای: 읍) می‌باشد.
نوع چهارم، ناحیه یا دونگ (به کره‌ای: 동) می‌باشد که تقسیمات درونشهری شهرها/سی‌ها یا مناطقِ/گوُیوٰک‌های شهرهای هم‌سطح استان را شامل می‌شود.